# Medisiina D
Medisiina D est  est un bâtiment pour l'enseignement médical et la recherche situé dans le quartier I de Turku en Finlande.

## Présentation
Le bâtiment est situé dans la zone du campus de Kiinamyllynkatu.
La parcelle du bâtiment est limité à l'ouest et au nord par le centre hospitalier universitaire de Turku (TYKS), ainsi qu'à l'est par la Rantarata et la route nationale 1. 
Les travaux préparatoires au projet de construction ont commencé à la mi-octobre 2015, et les travaux d'excavation et de terrassement ont commencé en novembre 20165 et la construction du bâtiment s'est achevé à l'été 2018. 
Le concepteur principal du projet est l'architecte Janne Helin de Schauman Arkkitehdit Oy. 
Les installations sont réparties entre les opérateurs comme suit : 
- District hospitalier de Finlande-Propre (VSSHP) 51 %,
- Université de Turku 31 %,
- Université des sciences appliquées de Turku 11 %
- Institut national de la santé et du bien-être (THL) : 7 %

Le bâtiment et ses installations sont prévus pour accueillir 600 employés et 1 400 étudiants.  
La superficie brute du bâtiment est de 25 466 mètres carrés [4].
Le bâtiment compte huit niveaux plus un sous-sol et un étage technique du bâtiment. 
Les deux premiers étages sont des espaces publics ouverts. Le rez-de-chaussée abrite des amphithéâtres, des salles de réunion et un restaurant. 
Au premier étage se trouvent des laboratoires d'enseignement et une unité d'enseignement des soins dentaires. 
Aux étages 2 à 7, il y a des espaces de laboratoire et de bureau de différentes unités. 
Un laboratoire de biosécurité de niveau de biosécurité (en) BSL-3 sert à étudier les maladies infectieuses graves.

## Galerie

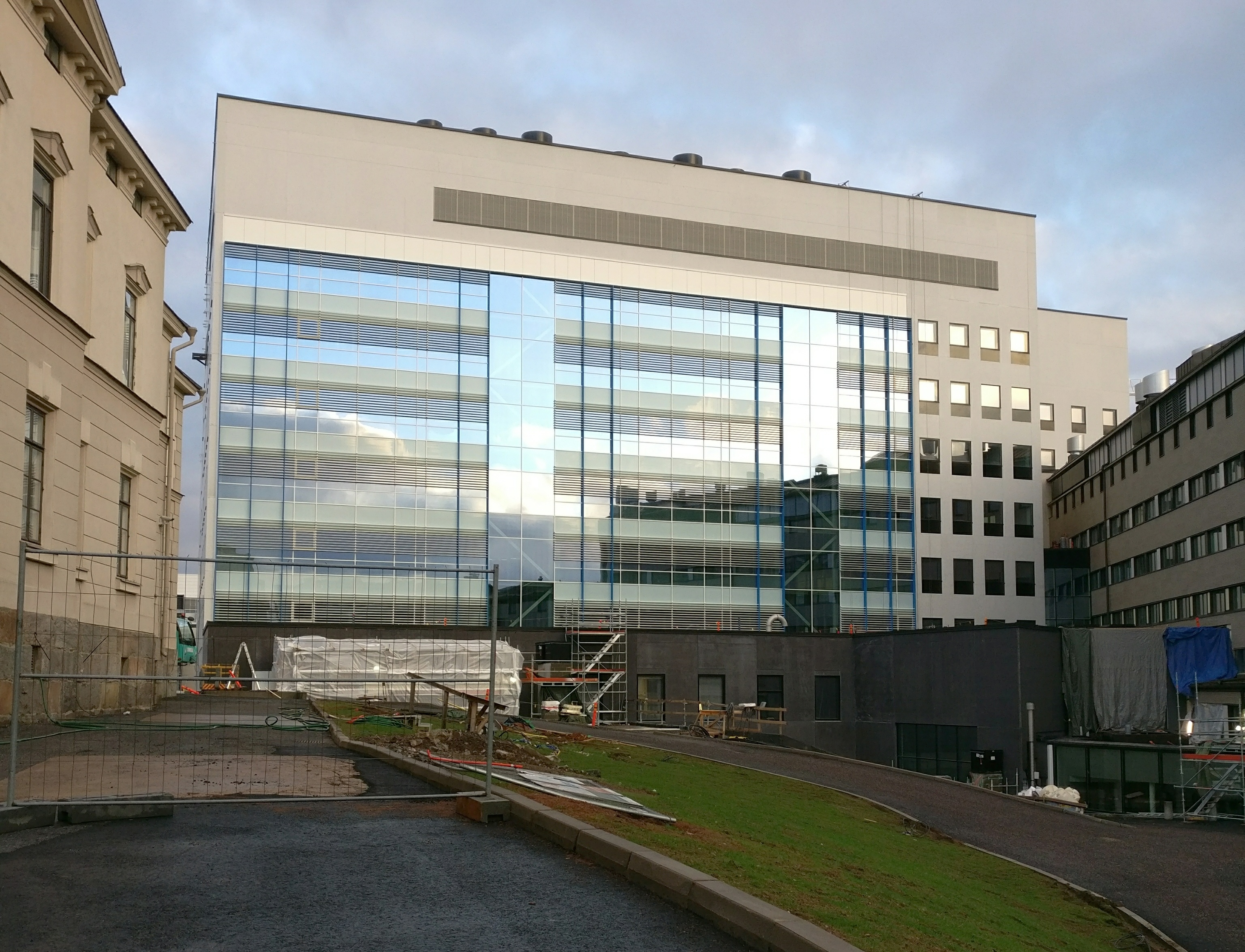
Medisiina D.